# Dongwu (köpinghuvudort i Kina, Zhejiang Sheng, lat 29,81, long 121,72)
Dongwu (kinesiska: 东吴, 东吴镇) är en köpinghuvudort i Kina. Den ligger i provinsen Zhejiang, i den östra delen av landet, omkring 160 kilometer öster om provinshuvudstaden Hangzhou. Antalet invånare är 23 949. Befolkningen består av 11 072 kvinnor och 12 877 män. Barn under 15 år utgör 9,0 %, vuxna 15-64 år 81 %, och äldre över 65 år 9,0 %.
Runt Dongwu är det tätbefolkat, med 591 invånare per kvadratkilometer. Närmaste större samhälle är Ningbo, 18,4 km väster om Dongwu. I omgivningarna runt Dongwu växer i huvudsak blandskog.
Genomsnittlig årsnederbörd är 1 981 millimeter. Den regnigaste månaden är juni, med i genomsnitt 355 mm nederbörd, och den torraste är januari, med 68 mm nederbörd.